# Начала (Евклид)

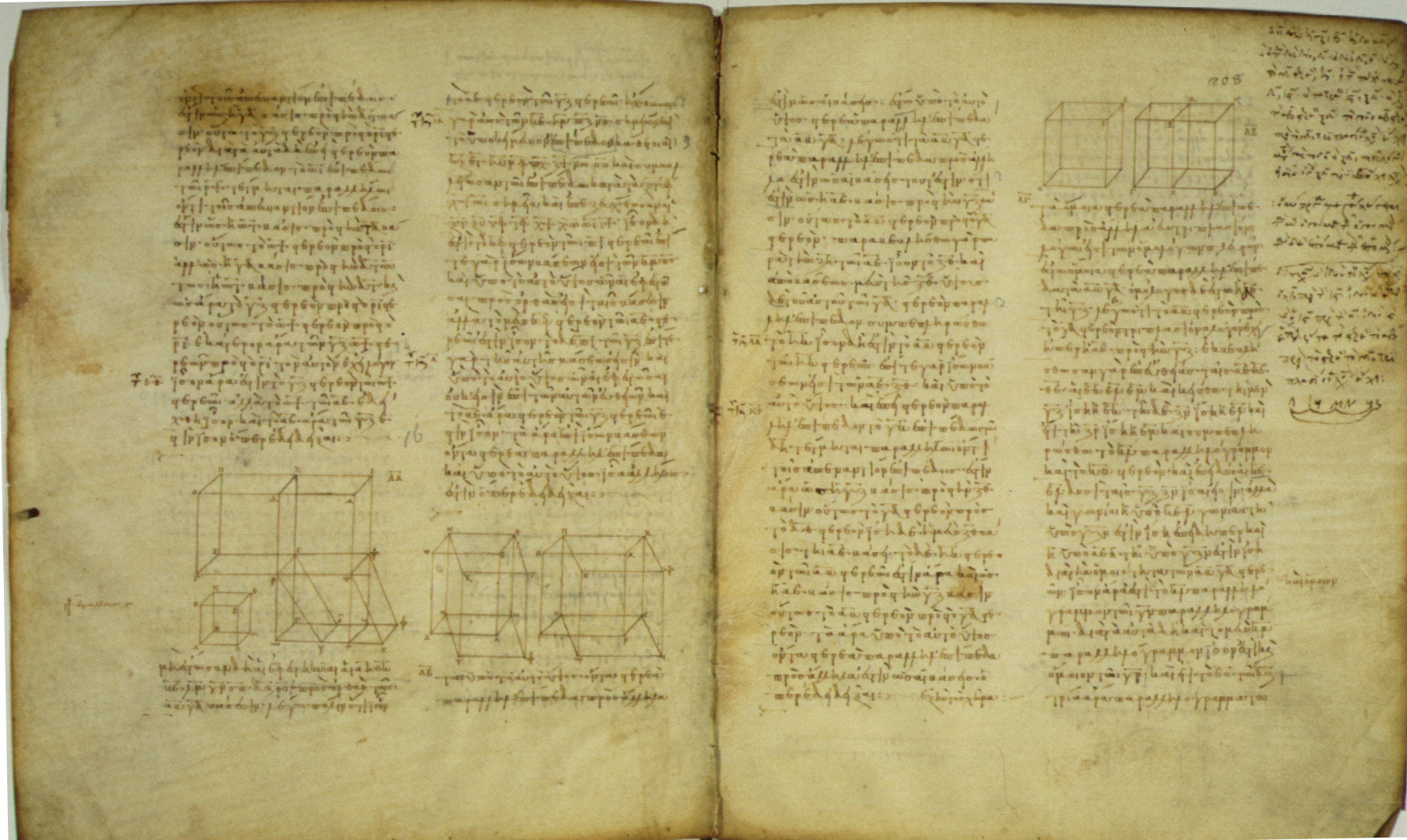
Ватиканский манускрипт (XI, Предложения, 31—33)

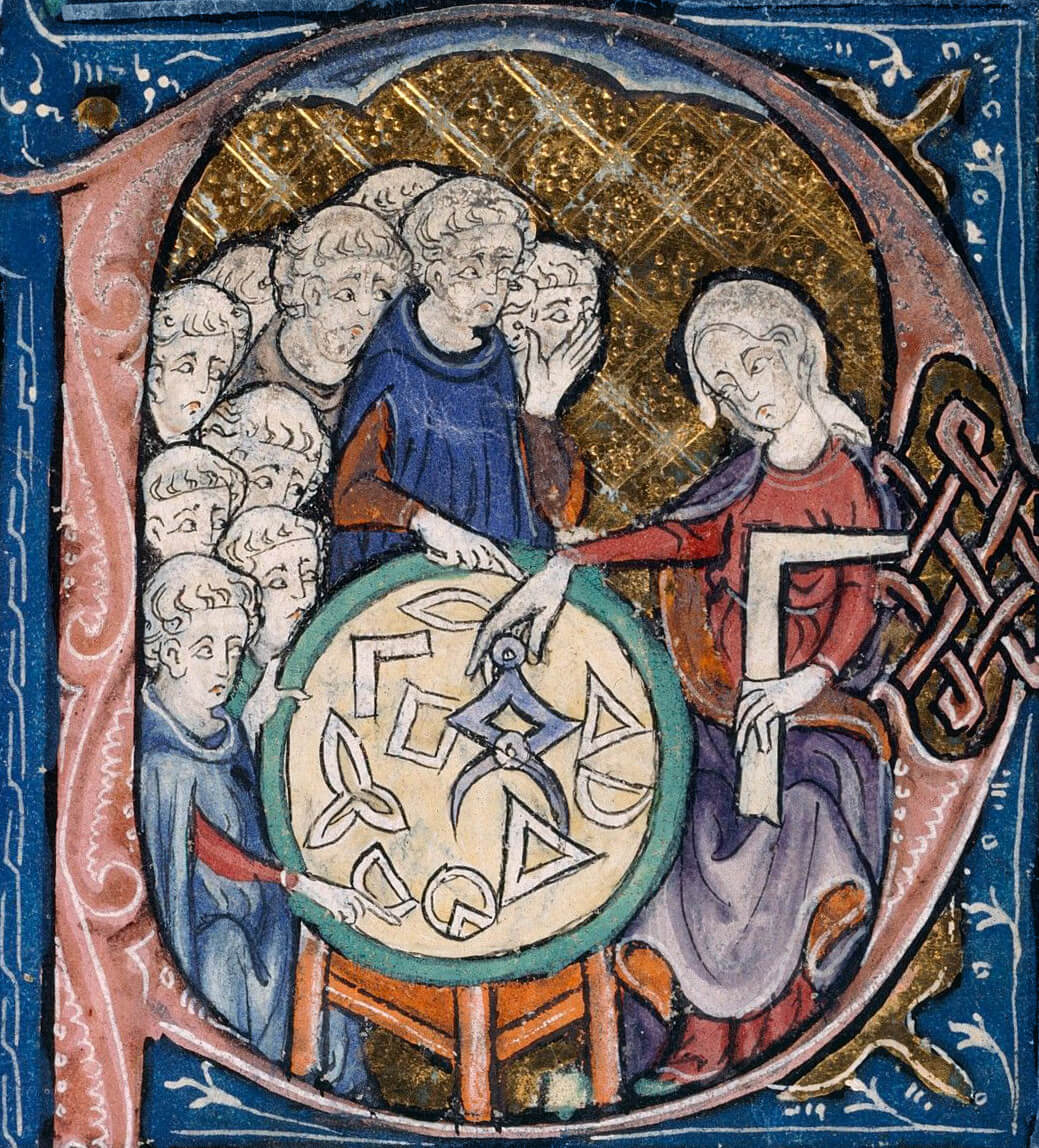
Иллюминация из рукописи, основанной на переводе Начал Аделарда Батского, ок. 1309—1316 гг.; перевод Аделарда — старейший из сохранившихся переводов Начал на латинский язык, сделанный в работе XII века и переведённый с арабского языка

«Нача́ла» (греч. Στοιχεῖα, лат. Elementa) — главный труд Евклида, написанный около 300 года до н. э. и посвящённый систематическому построению геометрии и теории чисел. Считается вершиной античной математики, итогом её трёхсотлетнего развития и основой для последующих исследований. «Начала», наряду с двумя трудами Автолика из Питаны — древнейшее из дошедших до современности античных математических сочинений; все труды предшественников Евклида известны только по упоминаниям и цитатам позднейших комментаторов.
«Начала» оказали огромное влияние на развитие математики вплоть до Новейшего времени, высокий интеллектуальный уровень произведения и его фундаментальная значимость для науки в целом отмечается ключевыми учёными современности. Книга переведена на множество языков мира, по количеству переизданий «Начала» не имеют себе равных среди светских книг.

## История
Прокл сообщает (ссылаясь на Евдема), что подобные сочинения создавались и до Евклида: «Начала» были написаны Гиппократом Хиосским, а также платониками Леонтом и Февдием. Но эти сочинения, по-видимому, были утрачены ещё в античности.
Текст «Начал» на протяжении веков были предметом дискуссий, к ним написаны многочисленные комментарии. Из античных комментариев сохранился текст Прокла, являющийся важнейшим источником по истории и методологии греческой математики. В нём Прокл даёт краткое изложение истории греческой математики (так называемый «Евдемов каталог геометров»), обсуждает взаимосвязь метода Евклида и логики Аристотеля, роль воображения в доказательствах. Среди древних комментаторов — Теон Александрийский, Папп Александрийский; основные комментаторы эпохи Возрождения — Пьер де ла Рамэ, Федериго Коммандино, Христоф Шлюссель (Клавиус) и Генри Савиль.

## Содержание
В «Началах» излагаются планиметрия, стереометрия, арифметика, теория чисел, отношения по Евдоксу. В классической реконструкции Гейберга весь труд состоит из 13 книг. К ним традиционно присоединяют две книги о пяти правильных многогранниках, приписываемые Гипсиклу Александрийскому и школе Исидора Милетского.
Изложение в «Началах» ведётся строго дедуктивно. Каждая книга начинается с определений. В первой книге за определениями идут аксиомы и постулаты. Затем следуют предложения, которые делятся на задачи (в которых нужно что-то построить) и теоремы (в которых нужно что-то доказать). Определения, аксиомы, постулаты и предложения пронумерованы, например, ссылка «I, Определения, 2» — второе определение первой книги. Всего в 13 книгах «Начал» 130 определений, 5 постулатов, 5 (в части изданий — 9) аксиом, 16 лемм и 465 теорем (включая задачи на построение).

### Первая книга
Первая книга начинается определениями, из которых первые семь (I, Определения, 1—7) гласят:

1. Точка есть то, что не имеет частей. (Σημεῖόν ἐστιν, οὗ μέρος οὐθέν — букв. «Точка есть то, часть чего ничто»)
2. Линия — длина без ширины.
3. Края же линии — точки.
4. Прямая линия есть та, которая равно лежит на всех своих точках. (Εὐθεῖα γραμμή ἐστιν, ἥτις ἐξ ἴσου τοῖς ἐφ' ἑαυτῆς σημείοις κεῖται)
5. Поверхность есть то, что имеет только длину и ширину.
6. Края же поверхности — линии.
7. Плоская поверхность есть та, которая равно лежит на всех своих линиях.

Комментаторы эпохи Возрождения предпочитали говорить, что точка есть место без протяжения. Современные авторы, напротив, признают невозможность определения основных понятий, в частности, таков подход в «Основаниях геометрии» Гильберта.

Постулаты Евклида

За определениями Евклид приводит постулаты (I, Постулаты, 1—5):

1. От всякой точки до всякой точки можно провести прямую.
2. Ограниченную прямую можно непрерывно продолжать по прямой.
3. Из всякого центра всяким радиусом может быть описан круг.
4. Все прямые углы равны между собой.
5. Если прямая, пересекающая две прямые, образует внутренние односторонние углы, меньшие двух прямых, то, продолженные неограниченно, эти две прямые встретятся с той стороны, где углы меньше двух прямых.

Последний постулат аксиоматики Евклида — знаменитый пятый постулат — среди других, интуитивно очевидных, постулатов, выглядит чужеродным. Его громоздкая формулировка вызывает некоторое чувство протеста, желание отыскать для него доказательство и исключить из числа аксиом. Такие доказательства уже в древности пытались построить Птолемей и Прокл; а в Новое время из этих попыток развилась неевклидова геометрия. Первые 28 теорем I книги относятся к абсолютной геометрии, то есть не опираются на V постулат.
За постулатами следуют аксиомы (I, Аксиомы, 1—9), которые имеют характер общих утверждений, относящихся в равной мере как к числам, так и к непрерывным величинам:

1. Равные одному и тому же равны и между собой.
2. И если к равным прибавляются равные, то и целые будут равны.
3. И если от равных отнимаются равные, то остатки будут равны.
4. (И если к неравным прибавляются равные, то целые будут не равны.)
5. (И удвоенные одного и того же равны между собой.)
6. (И половины одного и того же равны между собой.)
7. И совмещающиеся друг с другом равны между собой.
8. И целое больше части.
9. (И две прямые не содержат пространства.)

В скобки взяты аксиомы, принадлежность которых Евклиду Гейберг, автор классической реконструкции текста «Начал», счёл сомнительной. Постулаты 4—5 (I, Постулаты, 4—5) в ряде списков выступают как аксиомы (I, Аксиомы, 10—11).
За аксиомами следуют три теоремы, представляющие собой задачи на построение, давно вызывающие споры. Так, вторая из них (I, Предложения, 2) предлагается «от данной точки отложить прямую, равную данной прямой». Нетривиальность этой задачи состоит в том, что Евклид не переносит отрезок на прямую соответствующим раствором циркуля, полагая такую операцию недозволенной, и использует третий постулат (I, Постулаты, 3) в неожиданно узком смысле.
При доказательстве четвёртой теоремы (I, Предложения, 4), выражающей признак равенства треугольников, Евклид использует метод наложения, никак не описанный в постулатах и аксиомах. Все комментаторы отмечали эту лакуну, Гильберт не нашёл ничего лучшего, как сделать признак равенства треугольников по трём сторонам (I, Утверждения, 8) аксиомой III-5 в своей системе. С другой стороны, четвёртый постулат (I, Постулаты, 4) теперь принято доказывать, как это сделал впервые Христиан Вольф, у Гильберта это утверждение выводится из аксиом конгруэнтности.
Затем рассматриваются различные случаи равенства и неравенства треугольников; теоремы о параллельных прямых и параллелограммах; так называемые «местные» теоремы о равенстве площадей треугольников и параллелограммов на одном основании и под одной высотой. Заканчивается I книга теоремой Пифагора.

### Книги II—XIII

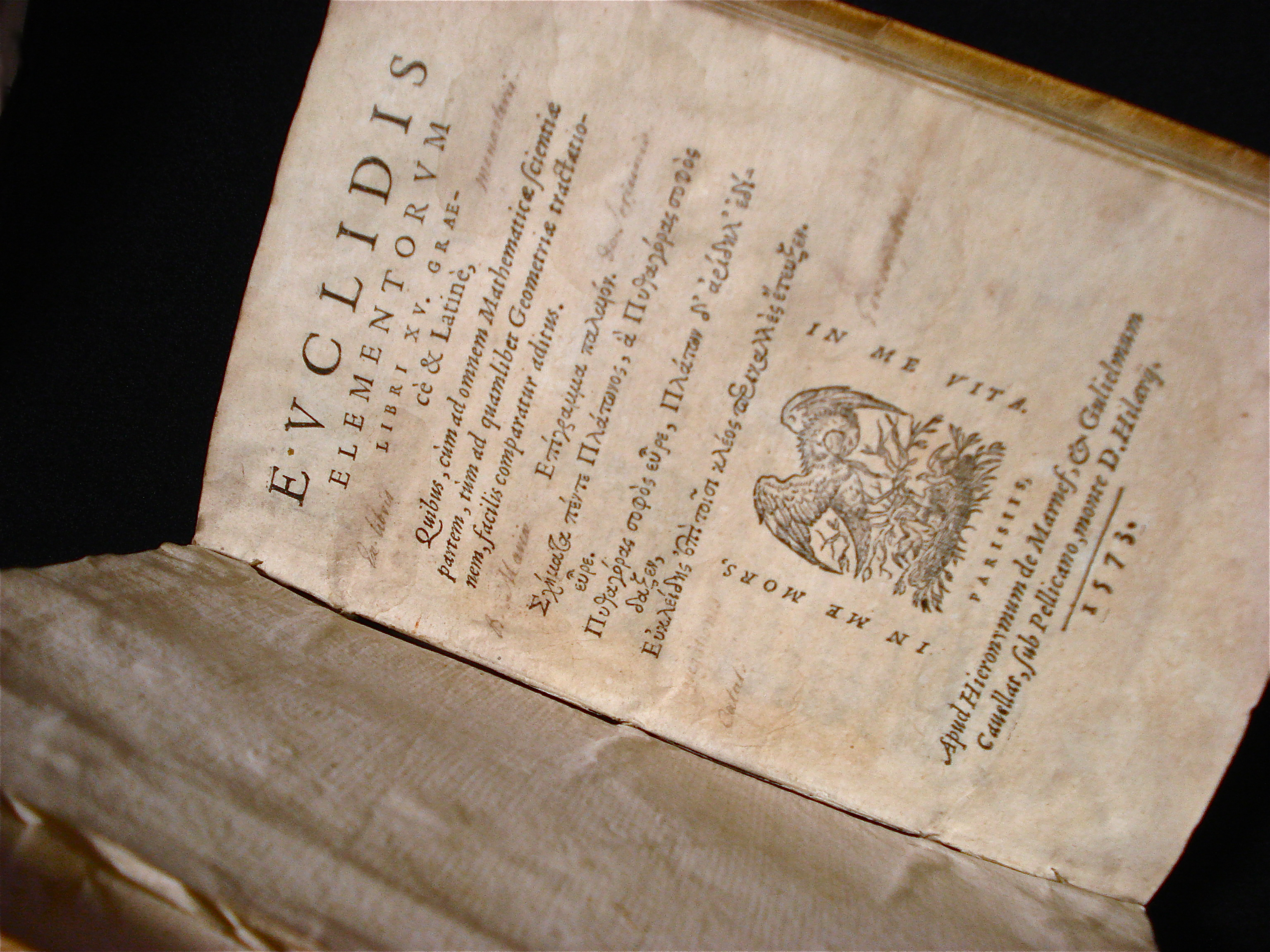
Евклид — Элементы книги XV Париж, Жером де Марн & Гийом Кавелат, 1573 г. (второе издание после изд. 1557 г.); в 8:350, (2) с. ТОМАС—СТЕНФОРД, Ранние издания Начал Евклида, n°32. Упоминается в T.L. Перевод Хита. Частная коллекция Гектора Зенила.

II книга — теоремы так называемой «геометрической алгебры».
III книга — предложения об окружностях, их касательных и хордах, центральных и вписанных углах.
IV книга — предложения о вписанных и описанных многоугольниках, о построении правильных многоугольников.
V книга — общая теория отношений, разработанная Евдоксом Книдским.
VI книга — учение о подобии геометрических фигур. Эта книга завершает евклидову планиметрию.
VII, VIII и IX книги посвящены теоретической арифметике. Евклид в качестве чисел рассматривает исключительно натуральные числа; для него «Число есть совокупность единиц». Здесь излагаются теория делимости и пропорций, доказывается бесконечность множества простых чисел, приводится алгоритм Евклида для нахождения наибольшего общего делителя двух чисел, строятся чётные совершенные числа. Евклид доказывает также формулу для суммы геометрической прогрессии.
X книга — классификация несоизмеримых величин. Это самая объёмная из книг «Начал».
XI книга — начала стереометрии: теоремы о взаимном расположении прямых и плоскостей; теоремы о телесных углах, объём параллелепипеда и призмы, теоремы о равенстве и подобии параллелепипедов.
XII книга — теоремы о пирамидах и конусах, доказываемые с помощью метода исчерпывания. Здесь доказывается, например, теорема о том, что объём конуса составляет одну треть от объёма цилиндра с теми же основанием и высотой.
XIII книга — построение правильных многогранников; доказательство того, что существует ровно пять правильных многогранников.
Евклид нигде в книге не ссылается на других греческих математиков, хотя несомненно опирается на их результаты. Историки науки показали, что прототипом для труда Евклида послужили более ранние сочинения античных математиков:
- Книги I—IV и XI — «Начала» Гиппократа Хиосского.
- Книги V—VI и XII — труды Евдокса Книдского.
- Книги VII—IX — сочинения Архита Тарентского и других пифагорейцев. По мнению Ван дер Вардена, это самая древняя по содержанию часть «Начал», восходящая к V веку до н. э.
- Книги X и XIII — труды Теэтета Афинского.

Вопрос о том, содержат ли «Начала» какие-либо результаты самого Евклида или автор занимался только систематизацией и унификацией накопленных знаний, является предметом дискуссий. Есть предположение, что алгоритм построения правильного пятнадцатиугольника разработан Евклидом; вероятно, он же произвёл отбор и окончательную формулировку аксиом и постулатов.
В целом содержание «Начал» покрывает значительную часть античной теоретической математики. Однако некоторая часть известного древнегреческим математикам материала осталась вне этого труда — например, конические сечения (Евклид посвятил им отдельный труд, который не сохранился), длина окружности, теория приближённых вычислений.

### Взаимозависимости книг
| Номер книги | Зависимость от других книг |
| ----------- | --- |
| 1           | Самостоятельна |
| 2           | Опирается на книгу 1 |
| 3           | Опирается на книгу 1 и предложения 5, 6 книги 2 |
| 4           | Опирается на книги 1, 3 и на предложение 11 книги 2                                                                                                |
| 5           | Самостоятельна |
| 6           | Опирается на книги 1, 5 и на предложения 27 и 31 книги 3                                                                                           |
| 7           | Самостоятельна |
| 8           | Опирается на определения из книг 5, 7 |
| 9           | Опирается на книги 7, 8 и на предложения 3, 4 книги 2                                                                                              |
| 10          | Опирается на книги 5, 6; предложения 44, 47 из книги 1 предложение 31 из книги 3 предложения 4, 11, 26 из книги 7 предложения 1, 24, 26 из книги 9 |
| 11          | Опирается на книги 1, 5, 6, предложение 31 из книги 3 и предложение 1 из книги 4                                                                   |
| 12          | Опирается на книги 1, 3, 5, 6, 11, предложения 6, 7 из книги 4 и предложение 1 из книги 10                                                         |
| 13          | Опирается на книги 1, 3, 4, 5, 6, 10, 11 и на предложение 4 из книги 2                                                                             |

## Критика
Для своего времени и вплоть до (примерно) XIX века «Начала» считались образцом логического изложения математической теории. Структура трудов Декарта, Ньютона и Спинозы строилась по образцу «Начал». Однако уже в античные времена были критически отмечены некоторые недостатки евклидовского труда — например, Архимед обосновал необходимость добавить «аксиому Архимеда» (которую сформулировал ещё Евдокс, живший до Евклида). Со временем число признанных недостатков постепенно увеличивалось. Современные взгляды на обоснование, содержание и методы как геометрии, так и арифметики существенно отличаются от античных.
Прежде всего, сейчас прямая понимается как линия бесконечной длины. Античные учёные полностью избегали понятия актуальной бесконечности, у Евклида всюду используются только конечные отрезки прямой. Видимо, по этой причине постулат параллельности Евклида сформулирован довольно громоздко — зато он имеет локальный характер, то есть описывает событие на ограниченном участке плоскости, в то время как, например, аксиома Прокла («через точку вне прямой проходит только одна прямая, параллельная данной») утверждает факт параллельности, который требует рассмотрения всей бесконечной прямой. Ещё одной архаичной особенностью «Начал» является ограничение только двумя видами кривых — прямыми и окружностями, которые греки считали единственно совершенными, а также чрезмерно узкое понятие числа, которое не включало иррациональных чисел и поэтому вынудило античных математиков без особой нужды ввести параллельное с арифметикой исчисление «геометрических величин» («геометрическая алгебра», книга II «Начал»).
Многие комментаторы Евклида отмечали, что данные им определения геометрических понятий бессодержательны и создают не более чем наглядный образ — например, «линия есть длина без ширины». Фактически подобные «определения» нигде далее в тексте не используются, ни одна теорема на них не опирается. Излишним оказался, как уже говорилось выше, и IV постулат Евклида о равенстве всех прямых углов, его можно доказать как теорему.
Далее, по замыслу все доказательства теорем должны вытекать из явно сформулированных аксиом. На самом деле многие факты у Евклида опираются на подразумеваемую или наглядную очевидность. Прежде всего это касается понятия движения, которое неявно используется во многих местах — например, при наложении треугольников для доказательства признаков их равенства. Уже Прокл отметил этот факт как существенный методический пробел. Аксиом движения Евклид не дал — возможно, чтобы не смешивать высокую геометрию с «низкой» механикой. Современные авторы аксиоматики предусматривают специальную группу «аксиом конгруэнтности» .
Уже в доказательстве самого первого предложения («на любом отрезке можно построить равносторонний треугольник») Евклид подразумевает, что две окружности радиуса R, чьи центры находятся на расстоянии R, пересекаются в двух точках. Ни из каких аксиом это не следует; для логической полноты следовало бы добавить аксиому непрерывности. Аналогичные упущения имеют место для пересечения прямой и окружности, в употреблении неопределяемого понятия «находиться между» (для точек) и в ряде иных мест. Аксиоматика Евклида не позволяет, например, доказать, что не существует прямой, проходящей через все три стороны треугольника.
Многочисленные комментаторы Евклида делали неоднократные попытки исправить отмеченные недочёты — было увеличено число аксиом, уточнены формулировки и доказательства. Некоторые комментаторы (например, Теон Александрийский и Христофор Клавиус) при переиздании вносили свои поправки прямо в евклидовский текст. Пересмотренная и значительно дополненная версия аксиоматики, предложенная Пьером Эригоном в 1632 году, оказалась неудачной. Первым крупным достижением в этом направлении стала монография «Лекции по новой геометрии» немецкого математика Морица Паша (1882). Завершением стала современная аксиоматика Гильберта для геометрии (1899 год). Она, а также различные её вариации логически полны и нигде не опираются на интуитивную очевидность.
Одним из важнейших открытий XIX века стало обнаружение и исследование непротиворечивых неевклидовых геометрий; оно показало, что преимущественное использование на практике евклидовой геометрии не означает, что эта геометрия является единственно возможной.

## Манускрипты и издания

### Греческий текст «Начал»

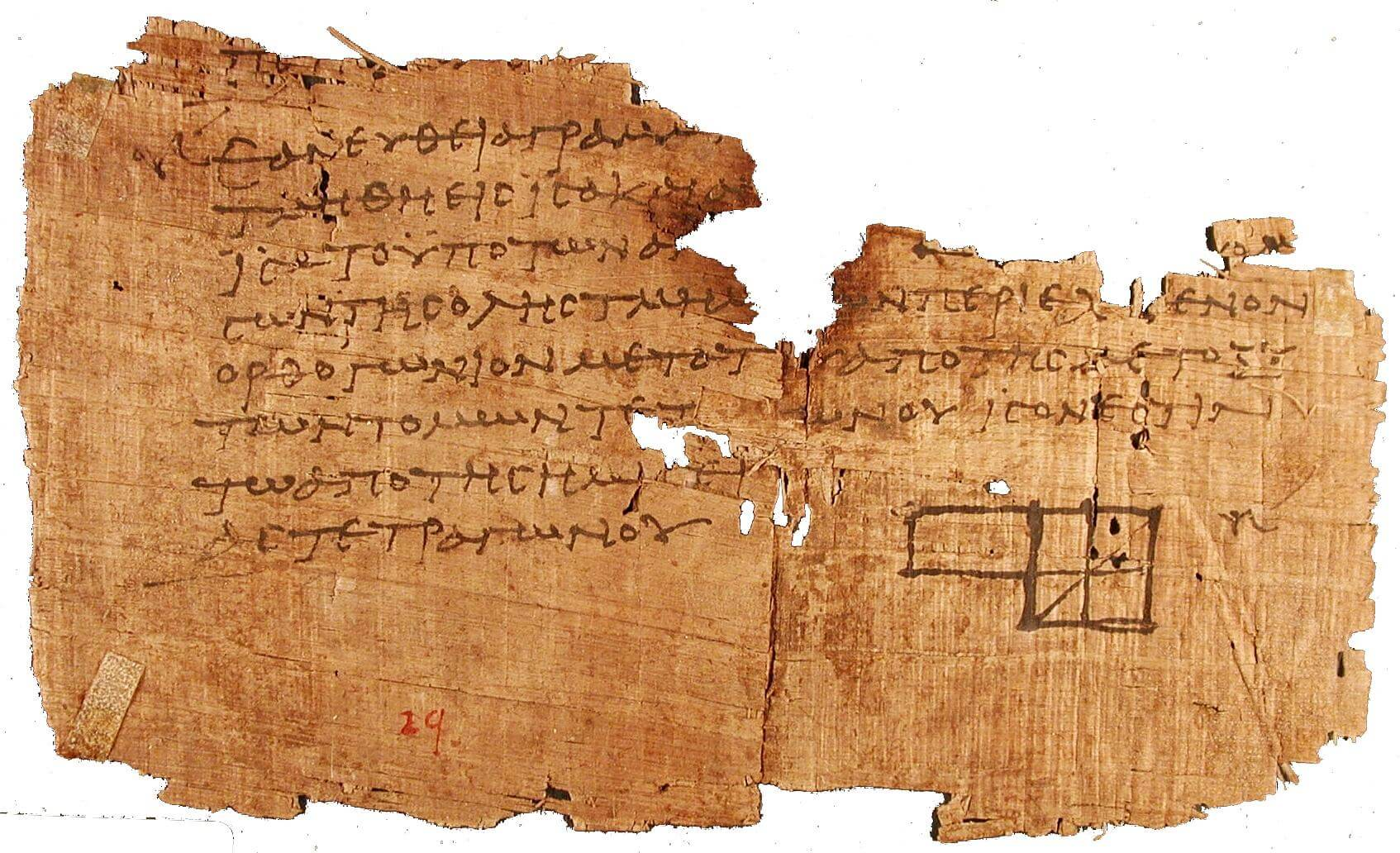
Папирус из Оксиринха

При раскопках античных городов найдено несколько папирусов, содержащих небольшие фрагменты «Начал» Евклида. Самый известный был найден в «городе папирусов» Оксиринхе в 1896—1897 и содержит формулировку одного из утверждений второй книги с рисунком (II, Предложения, 5).
Греческий текст «Начал» Евклида известен по византийским манускриптам, два самых известных из них хранятся в Бодлианской библиотеке и Ватиканской апостольской библиотеке (двухтомный Ватиканский манускрипт).
На их основе, а также с учётом арабских переводов «Начал» (датируемых IX веком и позднее) оригинальный текст был реконструирован датским историком науки Гейбергом в конце XIX века, его методы подробно описаны Томасом Хитом. Гейберг использовал в своей реконструкции 8 греческих манускриптов, датируемых современными исследователями IX—XI веками. Из этих манускриптов семь в своём заглавии имеют пометку «из издания Теона» или «из лекций Теона» и поэтому называются Теоновскими. Ватиканский манускрипт такой пометки не имеет и считается неподверженным редакции Теона. Теоновские манускрипты разнятся между собой, и общих признаков, отличающих их от ватиканского манускрипта, немного (наиболее существенный — концовка IV книги). На полях манускриптов имеются многочисленные комментарии, взятые частично из комментариев Прокла, которые вписывают «Начала» в контекст греческой культуры, например, сообщается о том, что Пифагор, открыв свою теорему, принёс в жертву быков.
История обретения византийских манускриптов темна. Вероятно, они попали в Европу ещё в XVI веке, но не были опубликованы. В первом издание греческого текста, осуществлённом Йоханом Хервагеном (Johann Herwagen) между 1533 и 1558 годами под редакцией Симона Гринера (Simon Gryner, он же Grynaeus, профессор греческого языка в базельском университете), использованы манускрипты, которые, по мнению Гейберга, представляют собой весьма плохие копии XVI века. Лишь в 1808 году Пейрар во время наполеоновских экспроприаций нашёл три манускрипта в Риме и среди них важнейший — двухтомный ватиканский манускрипт.

### Латинские переводы

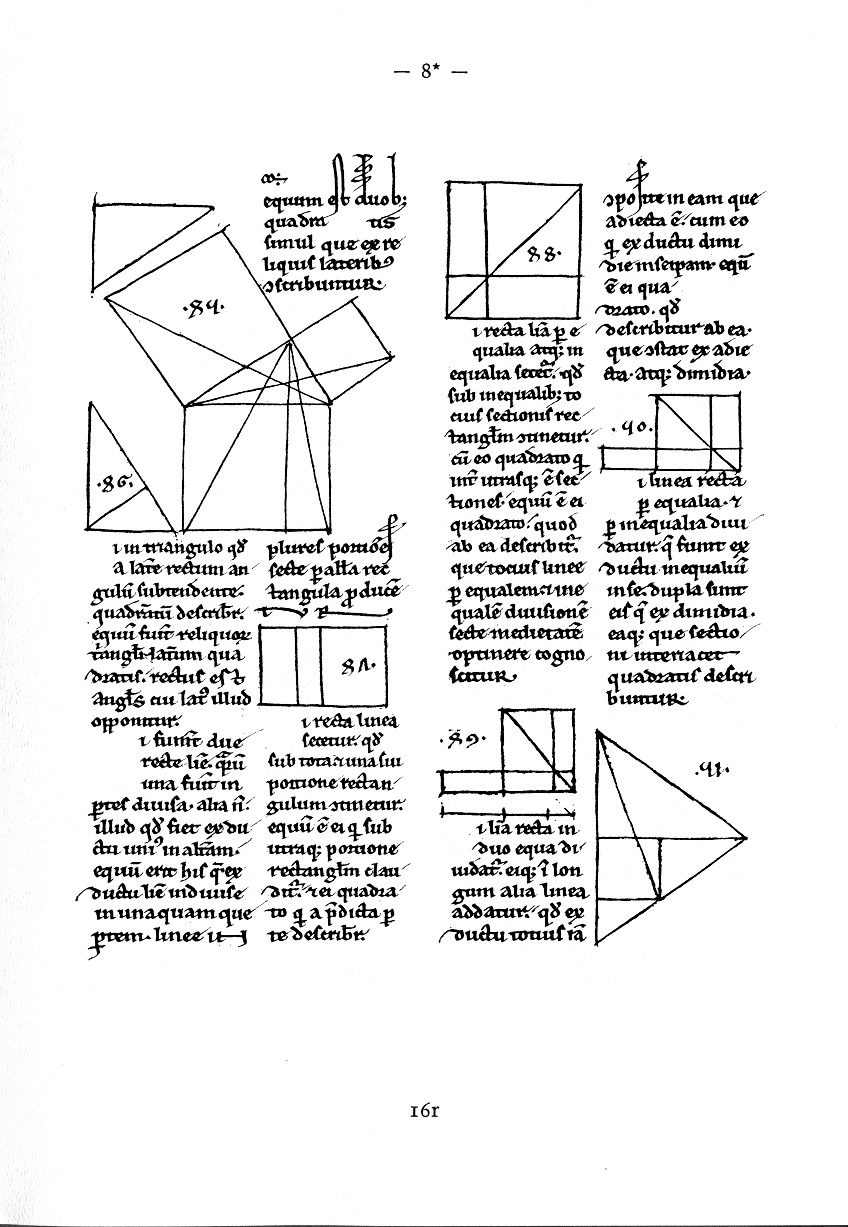
Манускрипт из Люнебурга, ок. 1200 года, передающий геометрию Боэция

В Европе «Начала» Евклида на латинском языке были хорошо известны и в Средние века, и в эпоху Возрождения, однако далеко не в привычном теперь виде. Средневековые латинские трактаты, содержащие фрагменты «Начал» Евклида, каталогизированы мюнхенским учёным Фолькертсом, разделившим манускрипты на следующие группы:
1. Так называемая «Геометрия Боэция» (в действительности трактат Боэцию не принадлежит). Трактаты этой группы начинаются словами «Incipit Geometriae Boetii», имеют ряд общих признаков, хотя их тексты значительно расходятся. Текст занимает пять-шесть рукописных листов. Доказательства предложений отсутствуют, однако имеются иллюстрации с дополнительными построениями. Иногда доказательствами снабжаются только первые три теоремы. Первым определением предшествует утверждение о том, что основа геометрии в измерении длин, высот и ширин, после этого евклидовы определения приобретают другой смысл, например, линия — объект, длину которого измеряют, а ширину нет и т. д. Язык не испытал влияния арабского, поэтому считается, что геометрия Боэция — прямой перевод с греческого на латинский. Опубликован манускрипт из Люнибурга[33].
2. «Геометрия» Аделарда составляет большой класс манускриптов, написанных разными авторами в разное время. Наибольшая подгруппа, названная как «Adelard II», содержит все 15 книг «Начал» Евклида, впрочем, сохранность манускриптов такова, что говорить об этом нужно с осторожностью. Характерная черта — наличие доказательств, причём в лучших манускриптах доказательства предшествуют изложению (enunciatio); некоторые доказательства даны подробно, другие лишь намечены. Некоторые изложения (enunciatio) в Adelard II буквально воспроизводят Боэция, другие имеют иную формулировку часто с арабскими эквивалентами вместо латинских терминов. Текст значительно разнится от манускрипта к манускрипту (в книгах VII—IX и XI—XIII доказательства особенно разнятся), так, что в средние века не было канонического текста для Adelard II, который все время дополнялся и улучшался. Стоит подчеркнуть, что доказательства отличаются способом выражения, но не математической сутью. В течение всего XII века шла работа по улучшению доказательств.
3. «Геометрия» Кампануса — комплекс рукописей XIII—XV веков. В этой версии «Начала» весьма схожи с византийскими манускриптами и вполне могут рассматриваться как довольно точный перевод, в котором, однако присутствуют арабские термины (например, параллелепипед назван «belmaui»). Это издание представляет собой 15 книг, формулировки предложений близки к Adelard II, но доказательства следует за изложением. В заглавии манускриптов обычно отождествлены Евклид, автор «Начал», и ученик Сократа философ Евклид Мегарский.

Печатные издания «Начал» Евклида каталогизированы Томасом-Стэнфордом. Первое печатное издание «Начал» было осуществлено Эрхардом Ратдольтом в Венеции в 1482 году и воспроизводило «Начала» в обработке Кампано. Следующее издание не копировало первое, было осуществлено Бартоломео Дзамберти в 1505 году. Из предисловия известно, что Дзамберти переводил греческий манускрипт, передающий «Начала» в обработке Теона, однако, Гейбергу не удалось его идентифицировать.
В 1516 году в Париже опубликованы «Начала Евклида» (Geometria Euclidis Megarensis) в переводе и с комментариями Якоба Фабера. Помощником Фабера в деле издания «Начал» был протестант Михаэль Понтанус. В этом издании, подробно описанном Хизом[13] и М. Кантором[14], сравнивается текст Начал по первому печатному изданию Ратдольта и по изданию Б. Замберти (первый полный перевод «Начал» Евклида на латынь). В заглавии указано пять авторов: Евклид, Джованни Кампано, Теон Александрийский, Бартоломео Замберти и древнегреческий математик Гипсикл Александрийский. В тексте предложения упорядочены так: сначала идёт предложение и изложение (enunciatio), по первому изданию Начал, озаглавленное как Euclides ex Campano, затем следует доказательство с пометкой Campanus, и после этого то, что названо как Campani additio, и отсутствует у Замберти. Затем следует предложение и изложение, озаглавленное как Euclides ex Zamberto, и, наконец, следует доказательство, озаглавленное как Theo ex Zamberto. Таким образом, издатели считали авторами доказательств Кампано и Замберти. Важный недостаток издания заключался в игнорировании исторической стороны предмета до того, что читатель оставался в полном неведении об отношениях, существовавших во времени и частью в пространстве между Евклидом, Кампано, Теоном и Замберти.
В XVI веке считалось, что Евклиду принадлежат лишь формулировки теорем, доказательства же были придуманы позже; были распространены издания «Начал» без доказательств и издания, сравнивающие доказательства Кампана и Дзамберти. Этот взгляд имел вполне твёрдую основу: в начале XVI века была издана геометрия Боэция, которая тоже являлась переводом «Начал» Евклида, но доказательств в этом издании не содержалось. Считалось также, что использование в доказательствах буквенных обозначений подразумевает знакомство с буквенной алгеброй. Это мнение было отвергнуто в XVII веке.

### Русские переводы
Первое издание «Начал» на русском языке опубликовано в 1739 году; книга вышла в Петербурге под названием «Евклидовы элементы из двенадцати нефтоновых книг выбранныя и в осьмь книг через профессора мафематики Андрея Фархварсона сокращенныя, с латинского на российский язык хирургусом Иваном Сатаровым преложенныя». Перевод выполнил Иван Сатаров под руководством шотландского математика Генри Фарварсона, служившего в это время при российском Морском корпусе. Имя Ньютона («Нефтона») в названии упомянуто то ли по недоразумению, то ли в рекламных целях, к содержанию книги он никакого отношения не имеет. Перевод был сделан с сокращённого и модернизированного французского издания «Начал» Андре Таке, куда переводчиками были добавлены ряд числовых примеров и критические комментарии.
Немного позднее вышли ещё 2 перевода, также сокращённые до 8 книг:
- (1769) Перевод Н. Г. Курганова, преподавателя Морского кадетского корпуса: «Евклидовы Елементы Геометрии, то есть первыя основания науки о измерении протяжения»;
- (1784) Перевод Прохора Суворова и Василия Никитина «Евклидовых стихий осьмь книг, а именно: первая, вторая, третья, четвёртая, пятая, шестая, одиннадцатая и двенадцатая; к сим прилагаются книги тринадцатая и четырнадцатая. Переведены с греческого и поправлены. В Санкт-Петербурге, в типографии Морского шляхетного Кадетского Корпуса» (переизданы в 1789 году).

Практически полностью (кроме X книги) «Начала» на русском языке вышли в переводе Фомы Петрушевского: книги 1—6 и 11—13 в 1819 году, книги 7—9 в 1835 году. В 1880 году вышел перевод Ващенко-Захарченко. Ещё один сокращённый перевод был издан в Кременчуге (1877 год) под названием «Восемь книг геометрии Эвклида»; перевод под руководством А. А. Соковича (1840—1886), директора местного реального училища, выполнили два воспитанника этого училища.
Последнее по времени полное академическое издание было опубликовано в 1949—1951 годах, перевод с греческого и комментарии — Дмитрия Мордухай-Болтовско́го.

### Всемирное распространение

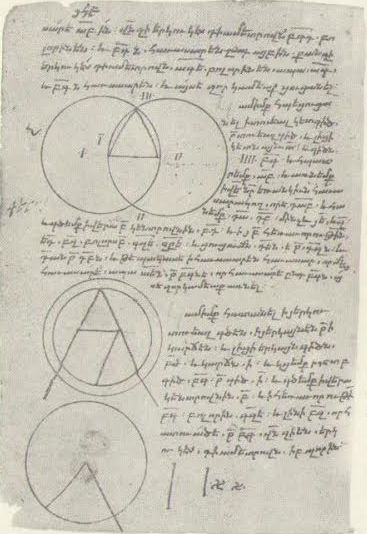
Армянский перевод XI века. Рукопись XIV века

В IX—X веках учёные из багдадского Дома мудрости перевели «Начала» на арабский; эта книга стала знаменитой в странах ислама, многократно переиздавалась с комментариями крупных математиков, в том числе Иегуды Алхаризи и ибн Малика.
В XI веке Григор Магистрос перевёл с греческого на армянский «Начала».
В XI—XII веках в Европе появились первые латинские переводы Евклида. Первое печатное издание «Начал» было опубликовано вскоре после изобретения книгопечатания, в 1482 году.
На китайском языке первые 6 книг «Начал» издал Маттео Риччи во время своей миссии в Китае (1583—1610 годы). Полный перевод, выполненный британским миссионером Уайли, вышел с хвалебным предисловием Цзэн Гофаня, написанным в 1865 году.

### Публикации текста «Начал»
- Начала Евклида. Перевод с греческого и комментарии Д. Д. Мордухай-Болтовского при редакционном участии И. Н. Веселовского и М. Я. Выгодского. М.-Л.: ГТТИ, 1949—1951.

- книги I—VI на www.math.ru или на mccme.ru;
- книги VII—X на www.math.ru или на mccme.ru;
- книги XI—XIV на www.math.ru или на mccme.ru.

- Папирус из Oxyrhynchus;
- Византийский манускрипт D’Orville 301, Bodleian Library, Oxford на www.rarebookroom.org и www.claymath.org (с переводом на англ.);
- Geometria Boetii (лат.) по изд.: M. Folkerts. Ein neuer Text des Euclides Latinus. Faksimiledruck der Handschrift Lüneburg D 4o 48, f.13-17v Hildesheim: Dr. H. A. Gerstenberg, 1970;
- первое печатное издание «Начал» Евклида. Э. Ратдольт, 1482 год (лат.);
- издание 1558 года (лат.), в котором сравниваются издания Ратдольда и Дзамберти;
- Elementi Euclide. Traduzione di Niccolò Tartaglia (итал.), 1543 год;
- Euclid. Elements. Editions and translations: Greek (ed. J. L. Heiberg), English (ed. Th. L. Heath);
- Эвклидовых начал восемь книг в переводе Ф. Петрушевского. Книги 1—6, 11—12. (1819 год);
- Thomas L. Heath. The Thirteen Books of Euclid’s Elements, translated from the text of Heiberg, with introduction and commentary.
- Euclid’s Elements in the middle ages, by M. Folkerts. Каталог средневековых латинских манускриптов.
- Early editions of Euclid’s Elements, by Charles Thomas-Stanford. Каталог ранних изданий Евклида.
- Оливер Бирн. Первые шесть книг Начал Евклида в которых используются цветные схемы и знаки вместо букв для большего удобства обучающихся / перевод с английского Сергея Слюсарева. — 2018. — 278 с.